# 윤화평
윤화평(尹和平, 1983년 3월 26일 ~ )은 대한민국의 전 축구 선수이자 현 지도자 및 해설자이다. 현재 서울특별시 은평구에 윤화평 축구교실을 운영중이다.